# Sky Bride
Sky Bride é um filme canadense de 1939, do gênero comédia, dirigido por Stephen Roberts e estrelado por Richard Arlen e Jack Oakie.

## Sinopse
Speed Condon, aventureiro e astro principal de uma equipe que faz exibições nos ares, perde a serenidade quando seu amigo Eddie morre em um acidente. Desiludido, larga tudo e emprega-se como mecânico em um aeroporto. Por coincidência, quem está por ali é Willie, jovem paraquedista irmão de Eddie. Quando Willie fica preso no trem de aterrissagem de um avião, Speed vê a chance de salvá-lo e, assim, recobrar a confiança em si mesmo.

## Elenco
| Ator/Atriz          | Personagem      |
| ------------------- | --------------- |
| Richard Arlen       | Speed Condon    |
| Joack Oakie         | Alec Dugan      |
| Virginia Bruce      | Ruth Dunning    |
| Robert Coogan       | Willie Smith    |
| Tom Douglas         | Eddie Smith     |
| Louise Closser Hale | Mamãe Smith     |
| Harold Goodwin      | Wild Bill Adams |